# Frank Albertson

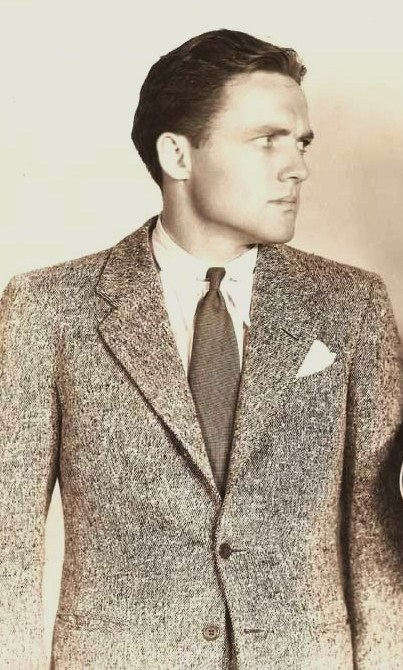
Frank Albertson im Film „The Brat“, 1931

Frank Albertson (* 2. Februar 1909 in Fergus Falls, Minnesota als Francis Healy Albertson; † 29. Februar 1964 in Santa Monica, Kalifornien) war ein US-amerikanischer Schauspieler.

## Leben und Karriere
Mit zwölf Jahren begann der irischstämmige Albertson in Hollywood als Requisitenjunge zu arbeiten. 1923 wirkte er in einer kleinen Rolle in dem Stummfilm Die Karawane mit, wurde jedoch nicht im Abspann erwähnt. Mitte der 1920er-Jahre arbeitete er als Assistent im Fotolabor und plante Film-Kameramann zu werden, kam aber über Statistenrollen schließlich hauptberuflich zur Schauspielerei. Seinen Durchbruch erlebte er als junger Erwachsener im aufkommenden Tonfilm, wo er Hauptrollen in einigen Filmen spielte, zum Beispiel in John Fords U-Boot-Drama U 13 aus dem Jahr 1930. Mitte der 1930er-Jahre sank sein Erfolg etwas und man sah ihn danach in größeren Filmproduktionen nur noch ihn in Nebenrollen; unter anderem spielte er den Bruder von Katharine Hepburn in Alice Adams (1935) nach Booth Tarkingtons gleichnamigen Bühnenstück sowie den Bruder von Spencer Tracy in Fritz Langs gesellschaftskritischem Filmdrama Blinde Wut (1936). In B-Movies kam Albertson aber noch für einige Jahre zu Hauptrollen.
Nachdem er seine Filmkarriere für einen Einsatz im Zweiten Weltkrieg unterbrochen hatte, setzte Albertson seine Karriere in der Nachkriegszeit zusehends in Charakterrollen fort. Während er am Anfang seiner Karriere noch oft jungenhafte und unerfahrene Männer gespielt hatte, gab er in späteren Jahren – inzwischen ergraut und oft mit einem Schnurrbart – in der Regel verschmitzte und lebenserfahrene Geschäftsleute, Taxifahrer oder Journalisten in Nebenrollen. In dem heutigen Weihnachtsfilm-Klassiker Ist das Leben nicht schön? trat er 1946 als Sam Wainwright, ein zu Reichtum gekommener Jugendfreund von James Stewarts Hauptfigur, auf. 1960 übernahm Albertson in Alfred Hitchcocks Thriller Psycho die Rolle des texanischen Millionärs, der mit einer von Janet Leigh gespielten Sekretärin flirtet, die dann später die ihm gehörenden 40.000 US-Dollar entwendet. Eine seiner letzten Rollen verkörperte er 1963 ebenfalls an der Seite von Leigh, nämlich als Bürgermeister in dem Musicalfilm Bye Bye Birdie. 
Daneben war Albertson in den 1950er- und 1960er-Jahren in diversen Fernsehserien als Gastdarsteller präsent. Insgesamt umfasst sein filmisches Schaffen über 190 Film- und Fernsehauftritte bis in sein Todesjahr. Ebenfalls wirkte er zwischen 1936 und 1954 als Theaterschauspieler an sechs Broadway-Produktionen mit.
Von 1931 bis zur Scheidung im Jahr 1943 war er mit Virginia Shelley verheiratet, sie bekamen zwei Kinder. 1943 heiratete Albertson in zweiter Ehe die Schauspielerin Grace Gillern (1919–2014), diese Ehe hielt bis zu seinem Tod. Albertson und Gillern hatten wiederum drei Kinder, wobei es allerdings im Juli 1956 zu einem tragischen Unfall in New York kam: Albertsons Ehefrau Grace Albertson verlor die Kontrolle über ihren Wagen, welcher sich dreimal überschlug. Ihre gemeinsame, jüngste Tochter Mundy Albertson sowie Grace Albertsons Mutter wurden dabei getötet. Im Februar 1964 starb Frank Albertson 55-jährig im Schlaf in seinem Haus in Santa Monica.
Für seine Filmarbeit wurde der Schauspieler mit einem Stern auf dem Hollywood Walk of Fame geehrt.

## Filmografie (Auswahl)
- 1923: Die Karawane (The Covered Wagon)
- 1928: Prep and Pep
- 1929: Words and Music
- 1929: Salute
- 1930: U 13 (Men Without Women)
- 1930: Born Reckless
- 1930: Just Imagine
- 1931: Ein Radiotraum (A Conncecticut Yankee)
- 1931: Traveling Husbands
- 1931: The Brat
- 1931: Way Back Home
- 1932: Air Mail
- 1932: Flirt (Huddle)
- 1933: Ihre letzte Nacht (Ever in My Heart)
- 1934: The Life of Vergie Winters
- 1934: Madame befiehlt! (Enter Madame)
- 1935: Alice Adams
- 1935: Ah, Wilderness!
- 1935: Kind Lady
- 1936: Blinde Wut (Fury)
- 1936: Der Held der Prärie (The Plainsman)
- 1937: Seekadetten (Navy Blue and Gold)
- 1938: Mother Carey's Chickens
- 1938: Room Service
- 1938: Brennendes Feuer der Leidenschaft (The Shining Hour)
- 1939: Die Findelmutter (Bachelor Mother)
- 1940: Die Bande der Fünf (When the Daltons Rode)
- 1940: Behind the News
- 1941: Monstermann verbreitet Schrecken (Man Made Monster)
- 1941: Father Steps Out
- 1941: Louisiana Purchase
- 1942: Junior G-Men of the Air
- 1942: Wake Island
- 1944: And the Angels Sing
- 1946: They Made Me a Killer
- 1946: Ist das Leben nicht schön? (It’s a Wonderful Life)
- 1947: Der Windhund und die Lady (The Hucksters)
- 1948: Shed No Tears
- 1953: Main Street to Broadway
- 1956: Der Mann, der zuviel wusste (The Man Who Knew Too Much)
- 1956: Wenn die Nacht anbricht (Nightfall)
- 1957: Duell im Atlantik (The Enemy Below)
- 1957: Official Detective (Fernsehserie, Folge 1x28)
- 1957–1961: Sugarfoot (Fernsehserie, 4 Folgen)
- 1958: Vater ist der Beste (Father Knows Best, Fernsehserie, Folge 4x21)
- 1958: Das letzte Hurra (The Last Hurrah)
- 1958/1959: Abenteuer im wilden Westen (Zane Grey Theater, Fernsehserie, 2 Folgen)
- 1958/1959: Mickey Spillane’s Mike Hammer (Fernsehserie, 2 Folgen)
- 1958–1963: Alfred Hitchcock Presents (Fernsehserie, 4 Folgen)
- 1959: Peter Gunn (Fernsehserie, Folge 2x08)
- 1959: Der zweite Mann (The Deputy, Fernsehserie, Folge 1x13)
- 1959/1960: Josh (Wanted: Dead or Alive, Fernsehserie, 2 Folgen)
- 1959/1962: The Real McCoys (Fernsehserie, 2 Folgen)
- 1960: Erwachsen müßte man sein (Leave It to Beaver, Fernsehserie, Folge 3x17)
- 1960: Perry Mason (Fernsehserie, Folge 3x14)
- 1960: Die Unbestechlichen (The Untouchables, Fernsehserie, Folge 1x28)
- 1960: Psycho
- 1960: Cheyenne (Fernsehserie, Folge 5x01)
- 1960/1961: Hawaiian Eye (Fernsehserie, 2 Folgen)
- 1960/1961: Bronco (Fernsehserie, 2 Folgen)
- 1961: Bringing Up Buddy (Fernsehserie, 6 Folgen)
- 1961: Die Menschenfalle (Man-Trap)
- 1962: Maverick (Fernsehserie, Folge 5x08)
- 1962: Lassie (Fernsehserie, Folge 8x26 Der Doppelgänger)
- 1963: Papa’s Delicate Condition
- 1963: Bye Bye Birdie
- 1963: Die Rache des Johnny Cool (Johnny Cool)
- 1963: Bonanza (Fernsehserie, Folge 5x02 Charles Dickens in Virginia City)
- 1964: Die Leute von der Shiloh Ranch (The Virginian, Fernsehserie, Folge 2x19)
- 1964: The Andy Griffith Show (Fernsehserie, Folge 4x32)
- 1964: Gefährliche Geschäfte (The Third Man, Fernsehserie, Folge 5x09)